# Heimbach (Glatt)
Der Heimbach ist ein fast 25 km langer Fluss vor dem östlichen Rand des mittleren Schwarzwalds in den baden-württembergischen Landkreisen Rottweil und Freudenstadt, der im Dornhaner Stadtteil Leinstetten nach einem insgesamt nordnordöstlichen Lauf von rechts in die dort ungefähr südsüdöstlich fließende Glatt einmündet.

## Geographie

### Verlauf
Der Heimbach entspringt südwestlich des Schramberger Stadtteils Waldmössingen im Kreis Rottweil und fließt dann in weitgehend nördlicher Richtung durch die Gemeinde Fluorn-Winzeln, vorbei am Alpirsbacher Stadtteil Römlinsdorf und dem Dornhaner Stadtteil Busenweiler. Danach durchquert er das Gebiet der Gemeinde Loßburg. Nach dem Ortsteil Wälde ändert der kleine Fluss darin die Fließrichtung in Richtung Osten der Glatt zu. Er fließt nun im Bogen um den Ortsteil Sterneck herum durch ein waldiges Tal, speist unterhalb Sterneck noch eine kleine Talsperre, die etwas versteckt im Wald liegt, und fließt dann im Dornhaner Stadtteil Leinstetten in die Glatt.

### Einzugsgebiet
Der Heimbach entwässert 77,4 km² am Ostrand des Schwarzwaldes in nordnordöstlicher Richtung zum Neckar-Zufluss Glatt, der fast gegenläufig fließt. 
Es grenzen reihum die Einzugsgebiete der folgenden Flüsse an:
- im Norden das der kurzen Lauter zur aufwärtigen Glatt
- im Osten erst das des ebenfalls kurzen Zitzmannsbrunnenbachs, weiter im Süden das des Neckars
- im Süden entwässert die Eschach weit oberhalb der Glatt in den Neckar
- im Westen läuft die obere Kinzig vor ihrem großen Bogen der Laufrichtung des Heimbachs fast entgegen.

### Zuflüsse und Stillgewässer
Hierarchische Liste der Zuflüsse und  Seen von der Quelle zur Mündung. Ohne Mühlkanäle. Gewässerlänge, Seefläche und Einzugsgebiet und Höhe nach den entsprechenden Layern auf der Onlinekarte der LUBW. Andere Quellen für die Angaben sind vermerkt. Auswahl.
Ursprung des Heimbachs auf etwa 662 m ü. NHN etwa 1,5 km südwestlich der Ortsmitte von Schramberg-Waldmössingen an einer Waldinsel. Der Bach läuft die ersten hundert Meter südöstlich in die Mulde des Webertals hinein und in diesem dann ungefähr nordöstlich auf Waldmössingen zu. Am Ortsrand weist dann die Topographische Karte auf etwa 652 m ü. NHN einen sogenannten Heimbachursprung aus.
- (Zufluss), von links und aus dem Westen auf etwa 657 m ü. NHN in Waldmössingen entlang der Bachstraße, 1,3 km. Entsteht auf etwa 668 m ü. NHN an der baumbestandenen Insel eines Feldwegdreiecks vor dem Wald westlich von Waldmössingen.

- Schlierbach, von rechts und Südosten auf etwa 656 m ü. NHN in Waldmössingen zwischen den Querungen der Heimbachstraße und der L 422, 1,5 km. Entsteht auf etwa 664 m ü. NHN zwischen dem Rodelsberg und dem Umspannwerk am südöstlichen Ortsrand. Danach fließt der Heimbach ungefähr nördlich.
  - Seebach, von links und Südwesten auf etwa 660 m ü. NHN weniger als 150 Meter nach dem Ursprung noch vor dem Umspannwerk, 0,7 km. Entsteht auf etwa 665 m ü. NHN am südlichen Ortsrand zwischen der Tiergartenstraße und einem großen Industriebetrieb.
- Teich am linken Ufer gegenüber der Mündung des Schlierbachs, 0,1 ha.
- Zwei Teiche auf etwa 650 m ü. NHN links und dann rechts des Laufs nach dem Sportgelände unterhalb von Waldmössingen, jeweils 0,3 ha.
- Tannbach (!), von links und Westen auf etwa 644 m ü. NHN am Südrand des Ortsteils Winzeln von Fluorn-Winzeln, 4,0 km und 6,3 km². Entsteht auf etwa 678 m ü. NHN im Wald westlich von Winzeln.
- Staffelbach, von links und Westen auf etwa 627 m ü. NHN an der Unteren Mühle von Winzeln über deren Mühlkanal links des Heimbachs, 4,4 km und 4,7 km². Entsteht auf etwa 687 m ü. NHN im Wald westlich von Winzeln beim Jägerhaus.
  - (Waldbach), von links auf 662,3 m ü. NHN[LUBW 2] neben der K 5526, 1,2 km. Entsteht auf etwa 690 m ü. NHN im Waldgewann Remmlichen.
  - (Waldbach), von rechts auf 657,8 m ü. NHN[LUBW 2] neben der K 5526, 1,3 km. Entsteht auf etwa 684 m ü. NHN südöstlich des Jägerhauses.
- Durchfließt auf etwa 650 m ü. NHN einen Weiher am Wechsel in die Flur, etwa 1,3 ha.
- Durchfließt auf etwa 640 m ü. NHN nach Passieren des Winzelner Hofes Staffelbach den Staffelbachsee, 0,8 ha.
- Tanbach (!), von links und Westen auf etwa 617 m ü. NHN im Ortsteil Fluorn von Fluorn-Winzeln, 2,2 km. Entsteht auf etwa 666 m ü. NHN im Fluorner Wald.
- Stauteich auf unter 570 m ü. NHN am oberen Ortsrand von Loßburg-Betzweiler, 0,5 ha.
- Obelsbach, von links und Westnordwesten auf etwa 560 m ü. NHN in Betzweiler, XX km und 4,1 km². Entsteht auf etwa 689 m ü. NHN am Südwestrand von Loßburg-Oberweiler.
  - Oberweiler Graben, von links und Westen auf unter 660 m ü. NHN an der L 408 , 0,9 km. Entsteht auf etwa 684 m ü. NHN am Ostrand von Oberweiler.
  - (Zulauf), von links und Westen auf unter 600 m ü. NHN, 1,2 km. Entsteht auf etwa 660 m ü. NHN bei Loßburg-Trollenberg.
- Passiert auf über 550 m ü. NHN zwei Teiche rechts und links des Laufes nach dem Ortsausgang von Betzweiler, 0,1 ha und 0,5 ha.
- Rossbach, von links und Westen auf etwa 534 m ü. NHN[LUBW 2] in Loßburg-Wälde, 0,8 km auf dem Namenslauf und 2,1 km mit dem rechten Oberlauf Weidenbrunnenbach sowie 3,0 km². Namenslauf entsteht auf 554,6 m ü. NHN beim Loßburger Wohnplatz Roßbach.
  - Weidenbrunnenbach, von links
  - Obelsbächle, von links
- Leinbach, von links und Nordwesten auf unter 530 m ü. NHN bei Loßburg-Hummelsberg, 1,5 km und 1,2 km². Entsteht auf etwa 630 m ü. NHN im Finsterwald nordwestlich von Loßburg-Leinbach.
- Fuchsbach, von links und Nordwesten auf etwa 525 m ü. NHN auf der Teilortgemarkungsgrenze Wälde/Sterneck, 1,9 km und 1,0 km². Entsteht auf etwa 650 m ü. NHN bei Loßburg-Dottenweiler. Hier wendet sich der Heimbach auf Ostlauf.
- Durchfließt auf etwa 510 m ü. NHN die Heimbachsperre unterhalb der Ruine Sterneck bei Sterneck, etwa 3,3 ha.
- Türnenbach, von rechts und Südsüdwesten auf unter 484 m ü. NHN beim Wohnplatz Fürnsaler Sägmühle von Dornhan, 3,0 km und 6,4 km². Entsteht auf etwa 599 m ü. NHN im Türnental südwestlich von Dornhan-Fürnsal. Nach dieser Zumündung setzt der Heimbach zu einem annähernd halbkreisförmigen Nordbogen an.
  - Schlauchenbach, von links
    - Bechertalbach, von rechts
- Wühlsbach, von links und Nordwesten auf 470,6 m ü. NHN[LUBW 2] etwa 1,4 km westlich der Ortsmitte von Leinstetten, 5,0 km und 5,5 km².  Entsteht auf unter 630 m ü. NHN nördlich von Dettenweiler im Wald.
  - Kirnbach, von rechts bei Loßburg-Romsgrund

Mündung des Heimbachs von rechts und zuallerletzt Nordwesten auf 457,3 m ü. NHN beim Schloss in Dornhan-Leinstetten in die Glatt. Der kleine Fluss ist 24,6 km lang und hat ein 77,4 km² großes Einzugsgebiet.

### Orte
Orte und Siedlungsplätze am Heimbach, von der Quelle zur Mündung. Nur die Einträge größter Schachtelungstiefe liegen am Lauf.
- Landkreis Rottweil
  - Stadt Schramberg
    - Waldmössingen (Dorf)

  - Gemeinde Fluorn-Winzeln
    - Winzeln (Dorf)
    - Untere Mühle (Hof, links)
    - Fluorn
    - Pochenmühle (Wohnplatz)
- Landkreis Freudenstadt
  - Stadt Alpirsbach
    - Erzwaschmühle (Wohnplatz, links)
    - Eichenbauernhaus (Gehöft, links)
    - Römlinsdorf (Dorf, über dem vorigen am linken Hang)
- Landkreis Rottweil
  - Stadt Dornhan
    - Brandeck (Wohnplatz, rechts)
    - Busenweiler (Dorf, überwiegend links)
- Landkreis Freudenstadt
  - Gemeinde Loßburg
    - Betzweiler (Dorf)
    - Bohlhof (Weiler, links)
    - Breitenau (Weiler, rechts)
    - Wälde (Dorf)
    - Säghalde (Gehöft, rechter Hang)
    - Hummelberg (Wohnplatz, linker Hang)
    - Sterneck (Weiler, linker Oberhang)
    - Schloßmühle (Wohnplatz, links)
- Landkreis Rottweil
  - Stadt Dornhan
    - Fürnsaler Sägmühle (Wohnplatz, rechts)
- Landkreis Freudenstadt
  - Gemeinde Loßburg
    - Heimbachhof (Hof, links)
- Landkreis Rottweil
  - Stadt Dornhan
    - Leinstetten  (Dorf)

## Natur

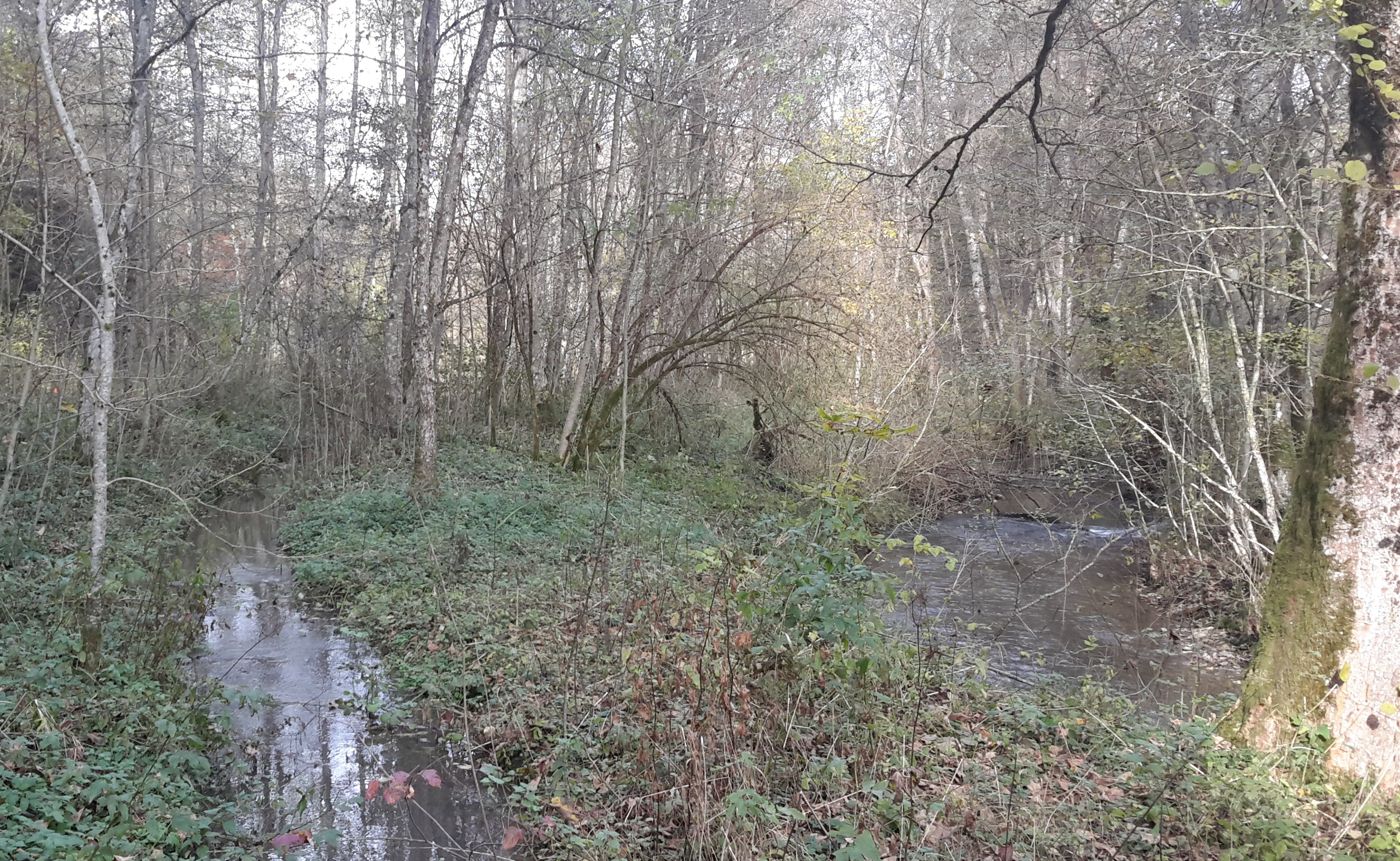
Natürliches Flussbett (rechts) und Seitenarm (links) in der Heimbachaue

Das Heimbachtal ist ein Landschaftsschutzgebiet. Die Heimbachaue, ein 10 Hektar großes Feuchtgebiet in Betzweiler-Wälde, ist seit 1985 als Naturschutzgebiet ausgewiesen. Der Flussverlauf ist hier naturbelassen mit einem natürlichen Seitenarm. Im Auwaldgebiet liegen auch nicht mehr genutzte Fischteiche. Die zahlreichen Insekten bieten unter anderem dem Eisvogel und der Fledermaus Nahrung. Hier wächst auch der sonst in der Region rare Große Klappertopf.

## Wasserkraft

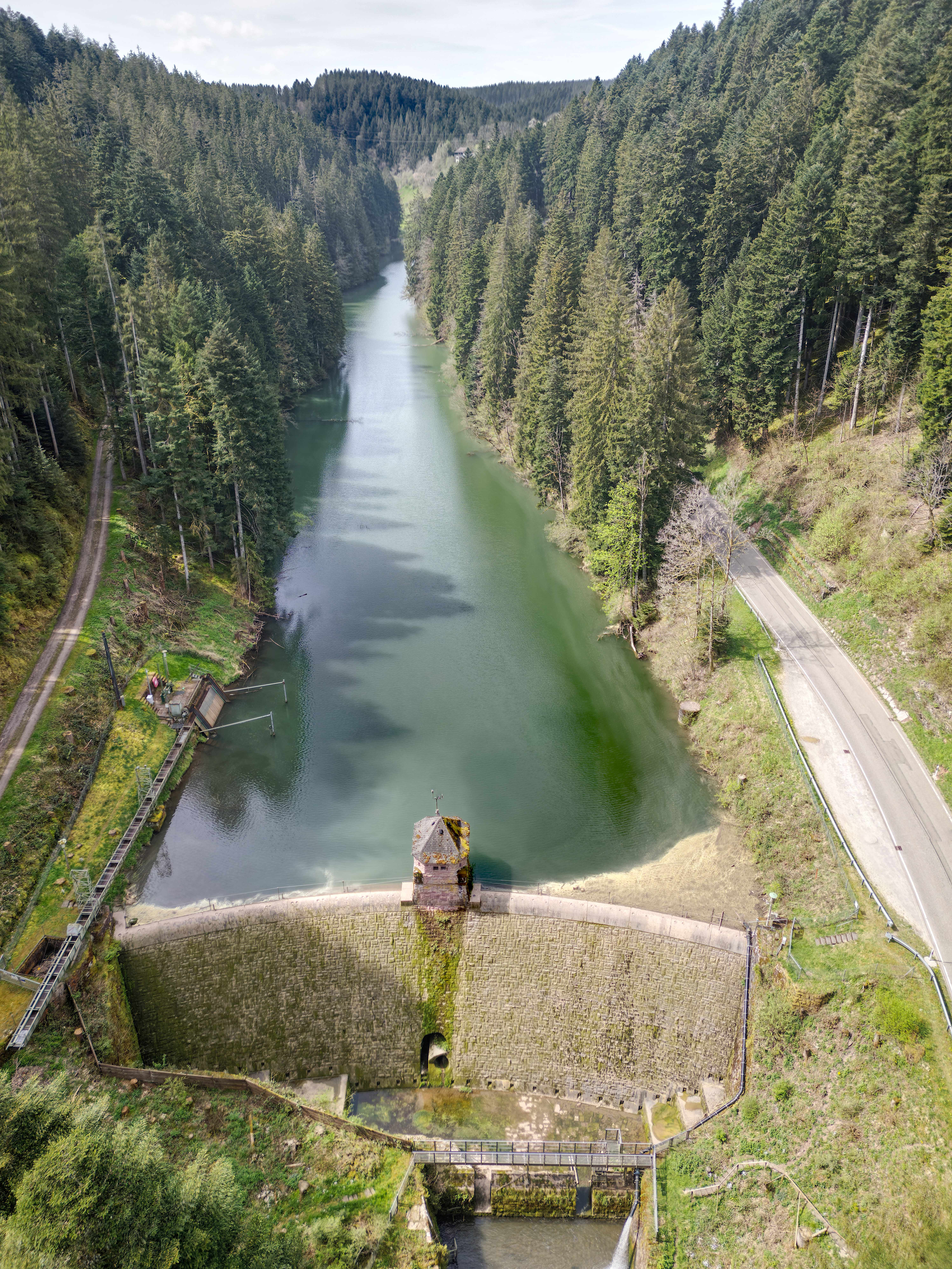
Heimbachsperre

Entlang des Heimbachs wurden und werden mehrere Mühlen betrieben, so in Fluorn-Winzeln. In Betzweiler steht am Heimbach die historische Ölmühle.
In die Heimbachsperre wird zusätzlich zum Zulauf aus dem Heimbach über ein Stollensystem Wasser aus dem oberen Glatttal eingespeist. Das aufgestaute Wasser läuft über ein weiteres Stollensystem zum Betrieb eines Wasserkraftwerkes nach Bettenhausen.

### LUBW
Amtliche Online-Gewässerkarte mit passendem Ausschnitt und den hier benutzten Layern: Lauf und Einzugsgebiet des Heimbachs

Allgemeiner Einstieg ohne Voreinstellungen und Layer: Daten- und Kartendienst der Landesanstalt für Umwelt Baden-Württemberg (LUBW) (Hinweise)
1. 1 2  Höhe nach dem Höhenlinienbild auf dem Hintergrundlayer Topographische Karte.
2. 1 2 3 4 5 6  Höhe nach blauer Beschriftung auf dem Hintergrundlayer Topographische Karte.
3. 1 2  Länge nach dem Layer Gewässernetz (AWGN).
4. 1 2  Einzugsgebiet aufsummiert aus den Teileinzugsgebieten nach dem Layer Basiseinzugsgebiet (AWGN).
5. ↑  Seefläche nach dem Layer Stehende Gewässer.
6. ↑  Einzugsgebiet nach dem Layer Basiseinzugsgebiet (AWGN).

### Andere Belege
1. ↑  Friedrich Huttenlocher: Geographische Landesaufnahme: Die naturräumlichen Einheiten auf Blatt 178 Sigmaringen. Bundesanstalt für Landeskunde, Bad Godesberg 1959. → Online-Karte (PDF; 4,3 MB)
2. ↑  Abfluss-BW - Daten und Karten
3. ↑  Steckbrief des Naturschutzgebietes im Schutzgebietsverzeichnis der Landesanstalt für Umwelt Baden-Württemberg